# 蓬萊昭彦
蓬萊 昭彦（ほうらい あきひこ、1957年4月24日 - ）は、熊本県熊本市出身（岡山県岡山市生まれ）の元プロ野球選手（外野手）・コーチ、解説者。

## 来歴・人物
岡山で生まれ、国体にも出場した父に野球を教わる。中学1年時に熊本へ移り、投手となる。熊本工業高校では最初は一塁手であったが、監督の指導で再び投手となり、瀬高啓介（熊本鉄道管理局－熊本工監督）と投の二本柱を組む。3年次の1975年には春の選抜に出場し、2回戦（初戦）で杉村繁を擁する高知高を相手に先発するが、延長11回の末に4-5で敗れた。高知高はこの大会で優勝。同年夏は県予選を勝ち抜き中九州大会に進むが、準決勝で津久見高の谷崎浩二に抑えられ惜敗、甲子園出場はならなかった。高校卒業後は1976年に西南学院大学へ進学し、2年上にエース・門田富昭がいたため外野手に転向。1年次の同年からレギュラーとなり、首位打者を獲得するなど活躍。九州六大学リーグでは優勝に届かず、2位4回に留まった。ベストナイン2回。
1979年のドラフト4位で西武ライオンズに入団。入団発表の前日に、上京したホテルで父が急死している。1年目の1980年のキャンプでは首脳陣や評論家からもその素質を高く評価され、開幕から外野の準レギュラーとなる。4月5日の日本ハムとの開幕戦（後楽園）で7回裏に左翼手で途中出場し、プロ入り初出場を果たした。同8日の南海戦（西武）に8番・左翼手でプロ入り初の先発出場を果たし、2回裏に佐々木宏一郎から犠飛を放ちプロ入り初打点を記録。12日の近鉄戦（西武）で2回裏に村田辰美から先制適時打を放ちプロ初安打を記録し、5月11日の近鉄戦（藤井寺）では途中出場ながらも3打数3安打を放つと、翌12日の近鉄戦（日生）では先発で起用され3回表に柳田豊から同点2ランを放ちプロ初本塁打を記録。その後は、打撃面では特に目立った活躍はできなかったが、外野守備では99回のあった守備機会で僅か1失策と堅守を見せた。外野の守備で首脳陣からの信頼を得て、シーズン終了まで一軍に定着し続け新人ながら109試合に出場、シーズン最終盤には1番に起用され、近鉄の後期優勝がかかった10月11日の試合では鈴木啓示から先制3ランを放つなど活躍した。2年目の1981年には34試合に先発出場、15試合に1番打者として起用される。3年目の1982年には「大型野球」から「緻密な野球」を目指す広岡達朗新監督の方針もあり、6月から2番・中堅手に定着。シーズン終盤には失速し先発から外れるが、19年ぶりのリーグ優勝と24年ぶりの日本一に貢献。同年の中日との日本シリーズでは第3戦、第5戦に代打として起用される。1983年以降は出場機会が漸減し、1985年には打率.346でイースタン・リーグの首位打者を獲得するも、1986年オフに金銭トレードで中日ドラゴンズへ移籍。新天地では計14試合の出場に留まり、1988年に現役を引退。
引退後は故郷の熊本に戻り、家業である瓦の製造販売業を継ぐ傍ら、衛星チャンネル→朝日ニュースター「サテライトナイター」解説者（1990年 - 1993年）も務めた。その後は東尾修から「シニアリーグを立ち上げるので監督をしてみないか」と誘われ、1994年から世田谷西シニアリーグ監督を務める。また、自ら運営に参加する加圧ジムトレーナーも兼務し、プロ野球マスターズリーグ・東京ドリームスの選手としても活躍した。2010年からはシニアリーグでの選手育成手腕を買われ、横浜ベイスターズ二軍「湘南シーレックス」育成コーチに就任し22年ぶりに球界に復帰。2013年からは一軍外野守備・走塁コーチを務めたが、2014年10月8日に球団から来季の契約を結ばないことが発表された。DeNA退団後は世田谷西シニアでの指導に戻り、総監督を務めている。
2025年からはTBSチャンネルの野球解説者としても活動する。

## 詳細情報

### 年度別打撃成績
| 年 度     | 球 団     | 試 合 | 打 席 | 打 数 | 得 点 | 安 打 | 二 塁 打 | 三 塁 打 | 本 塁 打 | 塁 打 | 打 点 | 盗 塁 | 盗 塁 死 | 犠 打 | 犠 飛 | 四 球 | 敬 遠 | 死 球 | 三 振 | 併 殺 打 | 打 率 | 出 塁 率 | 長 打 率 | O P S |
| --------- | --------- | ----- | ----- | ----- | ----- | ----- | -------- | -------- | -------- | ----- | ----- | ----- | -------- | ----- | ----- | ----- | ----- | ----- | ----- | -------- | ----- | -------- | -------- | ----- |
| 1980      | 西武      | 109   | 137   | 121   | 20    | 25    | 2        | 1        | 2        | 35    | 9     | 2     | 4        | 4     | 1     | 11    | 0     | 0     | 13    | 4        | .207  | .271     | .289     | .560  |
| 1981      | 西武      | 74    | 147   | 130   | 24    | 32    | 8        | 2        | 1        | 47    | 7     | 1     | 3        | 4     | 0     | 11    | 0     | 2     | 10    | 1        | .246  | .315     | .362     | .676  |
| 1982      | 西武      | 80    | 218   | 180   | 22    | 39    | 1        | 1        | 2        | 48    | 15    | 3     | 5        | 16    | 2     | 17    | 0     | 3     | 16    | 2        | .217  | .292     | .267     | .559  |
| 1983      | 西武      | 29    | 33    | 27    | 4     | 6     | 2        | 0        | 1        | 11    | 4     | 1     | 0        | 4     | 1     | 1     | 0     | 0     | 2     | 1        | .222  | .241     | .407     | .649  |
| 1986      | 西武      | 3     | 1     | 1     | 1     | 0     | 0        | 0        | 0        | 0     | 0     | 0     | 0        | 0     | 0     | 0     | 0     | 0     | 0     | 0        | .000  | .000     | .000     | .000  |
| 1987      | 中日      | 14    | 23    | 20    | 5     | 5     | 2        | 0        | 0        | 7     | 1     | 0     | 0        | 1     | 0     | 2     | 0     | 0     | 5     | 0        | .250  | .318     | .350     | .668  |
| 通算：6年 | 通算：6年 | 309   | 559   | 479   | 76    | 107   | 15       | 4        | 6        | 148   | 36    | 7     | 12       | 29    | 4     | 42    | 0     | 5     | 46    | 8        | .223  | .291     | .309     | .600  |

### 記録
- 初出場：1980年4月5日、対日本ハムファイターズ前期1回戦（後楽園球場）、7回裏に左翼手で出場
- 初先発出場：1980年4月8日、対南海ホークス前期1回戦（西武ライオンズ球場）、8番・左翼手で先発出場
- 初打点：同上、2回裏に佐々木宏一郎から犠飛
- 初安打：1980年4月12日、対近鉄バファローズ前期2回戦 （西武ライオンズ球場）、2回裏に村田辰美から先制適時打
- 初本塁打：1980年5月12日、対近鉄バファローズ前期8回戦（日生球場）、3回表に柳田豊から同点2ラン

### 背番号
- 43 （1980年 - 1986年）
- 14 （1987年 - 1988年）
- 70 （2010年 - 2011年）
- 74 （2012年 - 2014年）

## 著書
- 野球バッティング塾（2017年3月1日、成美堂出版、ISBN 978-4415322704） - 監修